# بايبر بيه إيه-24 كومانش
بايبر بيه إيه-24 كومانش (بالإنجليزية: Piper PA-24 Comanche)‏ هي طائرة خفيفة، عالية الأداء، بأربعة مقاعد. أنتجت في 1957 بالولايات المتحدة. من صناعة بايبر للطائرات. كان أول طيران لها في مايو 24, 1956. دخلت الخدمة في 1958، صنع منها 4,857 طائرة، وسعر الطائرة الواحدة منها هو 17,850-36,890 دولار.